# منتجع شرعان
منتجع شرعان مشروع منتجع فاخر تحت الإنشاء مبني تحت الأرض من الحجر الرملي، يجري بناؤه أسفل صحراء العلا وبالقرب من أحد مواقع التراث العالمي لليونسكو في المملكة العربية السعودية، من المتوقع الانتهاء من المنتجع وافتتاحة في عام 2023.

## الخلفية
كجزء من رؤية السعودية 2030 في تنويع الاقتصاد وتحويل السعودية إلى إحدى الوجهات السياحية الرئيسية في العالم

## الموقع
يقع منتجع شرعان في قلب وادٍ داخل محمية شرعان الطبيعية التي تم إنشاؤها حديثًا، والتي تم اختيارها خصيصًا لتكوينها الطبيعي المثير والمتكون من الهضاب والمنحدرات الصخرية العالية والكثبان الرملية الرائعة.

## البيئة والتراث
ستقوم الهيئة الملكية لمحافظة العلا بإنشاءالمنتجع كرمز عالمي حاصل على جوائز دولية، مع المحافظة في نفس الوقت على أصالة البيئة الصحراوية التي ظلت دون تغيير لآلاف السنين.وسيكون منتجعا متكامالاً، ومكتفي ذاتيًا يجسد مبادئ مستدامة في كل ركن فيه، ومتعاطفًا مع طبيعة المناظر الطبيعية الصحراوية والبيئة والمناخ المحيط.
ستضمن الهيئة الملكية لمحافظة العلا عدم إلحاق المشروع بأي ضرر بسلامة المساحات الطبيعية أو الثقافة المحلية، قام المصمم بوضع معيار متجانس لتصميم المشروع، الأمر الذي نتج عنه تكامل تام مع محيطه الطبيعي والإرث التراثي والثقافي للمنطقة. وسيكون هناك إشراف صارم ومباشر على عمليات التصميم والبناء من قبل فريقين في الهيئة.

## التصميم
المنتجع الذي سمي باسم شرعان، يقع داخل محمية شرعان الطبيعية في صحراء العلا، التصميم مستوحى جزئيًا من موقع الحجر القريب، وهو موقع تابع لليونسكو يُعرف أيضًا باسم الحجر، والذي افتتح مؤخرًا للجمهور لأول مرة. يهدف التصميم إلى الحفاظ على المناظر الطبيعية القديمة.
صمم المنتجع المهندس المعماري الفرنسي الشهير جان نوفيل وفريقه، والذين تم اختيارهم بعد مشاركتهم في مسابقة للتصميم الدولي بدعوة خاصة، بقيادة تصميم المنتجع، تحت إشراف لجنة من الخبراء العالميين في مختلف التخصصات ذات الصلة.

## عناصر التصميم
يشمل تصميم المنتجع المقترح، مرافق الإقامة التي تتكون من أجنحة الضيوف والقاعات المغطاة، والفيلات الفندقية، فضلًا عن ثلاثة مطاعم وسبا كبير ووسائل راحة أخرى للضيوف. ويعد المنتجع جزءًا من المخطط الرئيسي الأوسع بما في ذلك موقعاً يضم مساحات مبتكرة ومجهزه بأحدث الوسائل والخدمات التقنية لعقد لقاءات قمة وقياديي الأعمال والرؤساء التنفيذيين والفنانين وغيرهم، في المنطقة المجاورة للمنتجع. وسيشكل هذا الموقع في شرعان عند استكمال بنائه، موقعًا مشهورًا عالميًا آخر للقمم والاجتماعات والمنتديات والفعاليات الدولية.

## مكونات المنتجع
سيضم المنتجع ما مجموعه 40 وحدة، تشمل 25 جناحاً و 10 أجنحة مخيمة فاخرة و 5 فلل فندقية كبيرة تتراوح أعداد غرفها ما بين 4 إلى 10 غرف نوم.